# Вулгарност
Вулгарност је чинити покрете, гестове, изговарати речи, које се не уклапају у опште прихваћене норме понашања у датом друштву.
На пример подригивати за време јела у Јапану се сматра комплиментом за домаћицу. Ући у лифт у Кини и не скинути наочаре сматра се веома неваспитаним. Држати ноге на столу је у Америци знак интимности и пријатељства са особом која улази у канцеларију. Ићи без чадора у Ирану за жену је незамисливо.
Вулгарност је и жеља да неког увредимо, повредимо. Тада се користе речи које имају, код нас, сексуалну конотацију или се помињу животиње о којима имамо најгоре мишљење.
Вулгарност је, такође, срдита немоћ.
Вулгарност је и недостатак културе, општег образовања. Вулгарност је често и скроман речник па се користе поштапалице. Дневни пример поштапалице је реч „значи“, „брате“ „овај“ или чак нека псовка.
Вулгарности су у порасту у друштвима после ратова и великих криза. Тада долази до поремећаја вредности и у први план избијају они који имају материјалне вредности а не духовне.
Као и у нашем друштву у први план избијају особе које свој имиџ, богатство и „уметност“ граде на кичу. Они су диктатори понашања које велика већина прихвата или томе тежи. У томе их здушно подржава пре свега „Жута штампа“.